# モリカホ
モリカホ（1996年1月15日 - ）は、日本の女性シンガーソングライター。自身のバンド「奇奇愛愛」（Vo、Key）、Instrumental unit「KOSAME」（Pf)とソロでの活動と合わせ、多様な形態で音楽活動をしている。

## 概略

### 音楽性
- 幼少よりピアノに触れて育つが、そのスタイルは特定の音楽ジャンルに囚われたものではなく、その時々においてモリカホが見つけた面白い言葉、面白いメロディーを組み合わせることにより曲が生み出されると、自身によって語られている。

- ソロでの活動の他にジャンルを超えた形態で活動もしているが、モリカホの同じ曲が編成を超えて演奏される事も多いので、ジャンルや形態に囚われない事自体が不変的である。また、そのことからソロとしてのモリカホと、名義の異なるバンド名をもって分類する事はあまり意味を成さない。

- ユニークな文章に難読な単語を用いた歌詞を書くが、音楽としての表現は柔らかで女性的であり、それらはピアノの高い演奏力によって裏打ちされている。

- 歌詞には古典的な語句や表現を好んで使用しているが、語感の面白さに由来する自身の造語も用いられる。自身のTwitterも同様で古風な書き出しが特徴。

### バンド（ユニット）
- 奇奇愛愛 - 2020年1月よりエレキベースの狭間ゆらみ、ドラムのみおちゃんの3ピースバンド「奇奇愛愛」で活動をしている[1]
- 純情マゼラン-2022年、以前に参加していたバンド純情マゼランに復帰しメイン活動のひとつとした。
- KOSAME - 2020年8月18日から親友のヴァイオリン奏者シモタニとのInstrumental unit「KOSAME」での活動も開始した[2]。

#### 過去のバンド
- ミグモ - モリカホVo Key、みくBa、ぐみDr
- 森順 - モリカホkey、田中ジュンヤDr[3]

#### サポートでの参加・他
- ぷらそにか
- （隣人と）安宅伸明
- yeahs（ex.ナナちゃんリジーバンド）

### 人物
- たいへん酒を飲む。

## 来歴
- 高校より様々な活動を開始[4]。
- 2014年夏 - Sony Music アーティスト養成講座 1期生 のオーディションに合格する[5]。

### ミグモ・森順
- 2014年8月にバンド「ミグモ」を結成をし、同年10月14日より自作曲による活動を開始。
- 2014年10月27日、高円寺showboatにおいてバンド「森順」でライブを行う。
- 2015年9月27日、アキナシイロミ名義にてJAPAN FOLK FESTIVAL 2015 出演[6]。
- 2015年9月28日、ミグモ名義にて渋谷TSUTAYA O-Crestで行われたComing Playing出演[7]。
- 2015年秋、アキナシイロミ名義にて平成クレイジーエッグズ動画が配信されている[8]。
- 2016年3月20日、森順の活動を川越Rotomでのライブを最後に活動を終える。
- 2016年3月25日、この日の大塚Deepaを最後にミグモの活動を終える。今まで活動の形態だったミグモ、森順がそれぞれ解散した事もあり、モリカホ名義でのソロ活動を開始する。

### ソロ活動としてのモリカホ
- 2016年秋、SonyMusicとVAZのメンバーによって選抜されたシンガー・ソングライターグループ「ぷらそにか」にモリカホ名義にて参加していた[9]。
- 2016年10月1日、田中葬儀店のキーボードとしてGo Around Japan 2016 出演。
- 2016年10月14日、自身初の企画ライブを四谷天窓.comfortにて行い、『セカイ[1] 』『セカイ[2] 』を同時リリースする。
- 2016年冬、モリカホ名義にて平成クレイジーエッグズ動画が配信されている[10][11]。
- 2016年12月27日 四谷天窓グループ3000組以上のアーティストから『天窓アワード2016』のピアノ部門賞に選ばれる[12]。
- 2017年1月16日、下北沢MOSAiCにて企画ライブを行い、『イロミ』をリリースする。
- 2018年5月26日、下北沢Com.Cafe音倉において葉月璃菜と「紺と紅」と銘打った共同企画を行う。
- 2018年12月、「モリカホ開花プロジェクト」と題した企画を始動。ライブチケット「汚名返上祭」CD「豪遊中」特典音源「絵空事（当時はタイトル未定）」などが各種組み合わせでの事前予約が開始された[13]。
- 2019年1月18日、「モリカホ開花プロジェクト」としてライブハウス東高円寺U.F.O.CLUBにおいて「汚名返上祭」と題した自主企画ワンマンを行う。ゲストサポートにはモリカホも加わっていたバンド純情マゼランVo、Gtの稲妻アキを迎えるなど多彩なメンバーによるバンド編成でモリカホの曲が披露された。またこの日に企画としての音源「豪遊中」も会場においてリリースされた。

### 奇奇愛愛・純情マゼラン・KOSAME
- 2019年12月8日、「モリカホ開花プロジェクト」のラストとしてライブハウス大塚Welcome backにおいて、ヴァイオリンにシモタニを招いての「酔いどれまみれ」と称したライブを行った。この日は入場時の料金だけでドリンク類が飲めたので企画名通りの飲み放題となった。なお当日の会場において企画の特典CD「絵空事」が一年越しで配布リリースされることで企画は完結した。
- 2020年1月16日、メンバーにBa狭間ゆらみとDrみおちゃんを加えた不気味なサウンドを特徴としたバンド「奇奇愛愛」をスタートさせる[1]。
- 2020年6月15日、フジテレビ系列めざましテレビが番組内で新型コロナウイルス感染症流行下でのライブハウスの対策を取材した折、当日ライブだった奇奇愛愛の演奏の様子とモリカホへの対策への感想がインタビューされ番組内で放送された[14]。
- 2020年8月18日、折ある事に共演していたヴァイオリンのシモタニとInstrumental unit「KOSAME」をスタートさせる[2]。
- 2020年8月28日、渋谷クロスFM内のラジオ番組「シダックスアカデミーアワー」に奇奇愛愛としてBaの狭間と共に初出演をした[15]。
- 2020年10月30日、四谷天窓comfort.においてKOSAME presents"Sound scene"を企画。シンガーソングライターの早希、成田あより、フジタカコの3人をVnシモタニとPfモリカホが演奏でサポートするというユニークな企画だった[16]。
- 2020年12月11日、大塚Welcome backにおいて二度目の「酔いどれまみれ」と称したモリカホとヴァイオリンとチェロによる公演を行った。今回はVnシモタニに加えチェロにサトウも参加し、昨年よりもさらに豪華な三人による重奏が披露された。
- 2021年5月頃より自身の携わった曲から1枚あたり3曲入りの弾き語り音源を連続リリースしている。
- バンド奇奇愛愛のDrみおちゃんが2022年7月17日のライブをもって脱退を発表。これまでの奇奇愛愛を第一期とし、これ以後は第二期とするとされる。[17]
- 2022年秋ごろより過去に参加していたバンド純情マゼランにメンバーの一人として再度参加している。自身のバンド奇々愛愛と並行して活発に活動している。

## 作品

### EP
- 無い。E.P. album trailer[18]。